# 鳴沢氷穴

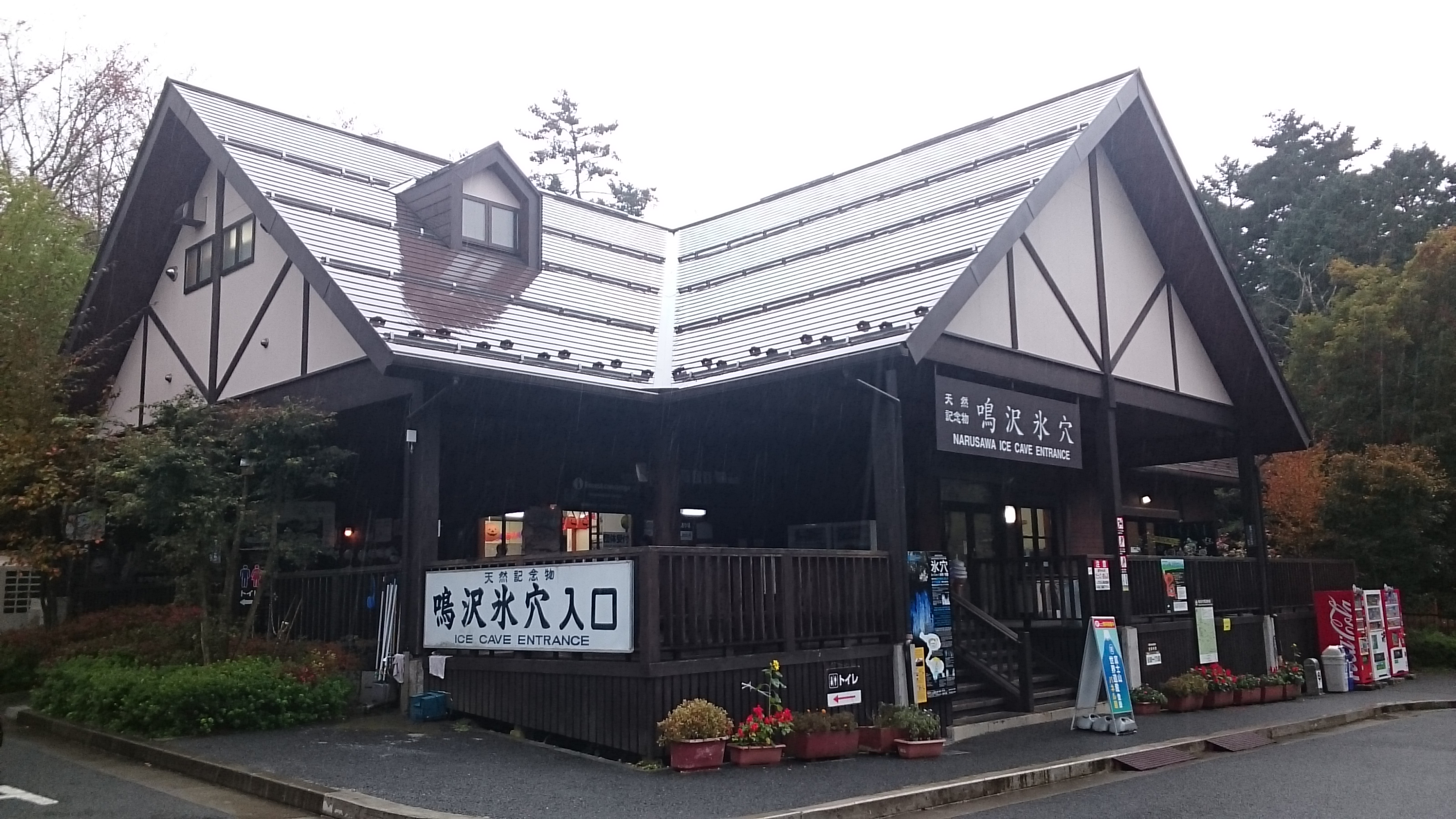
鳴沢氷穴の入り口

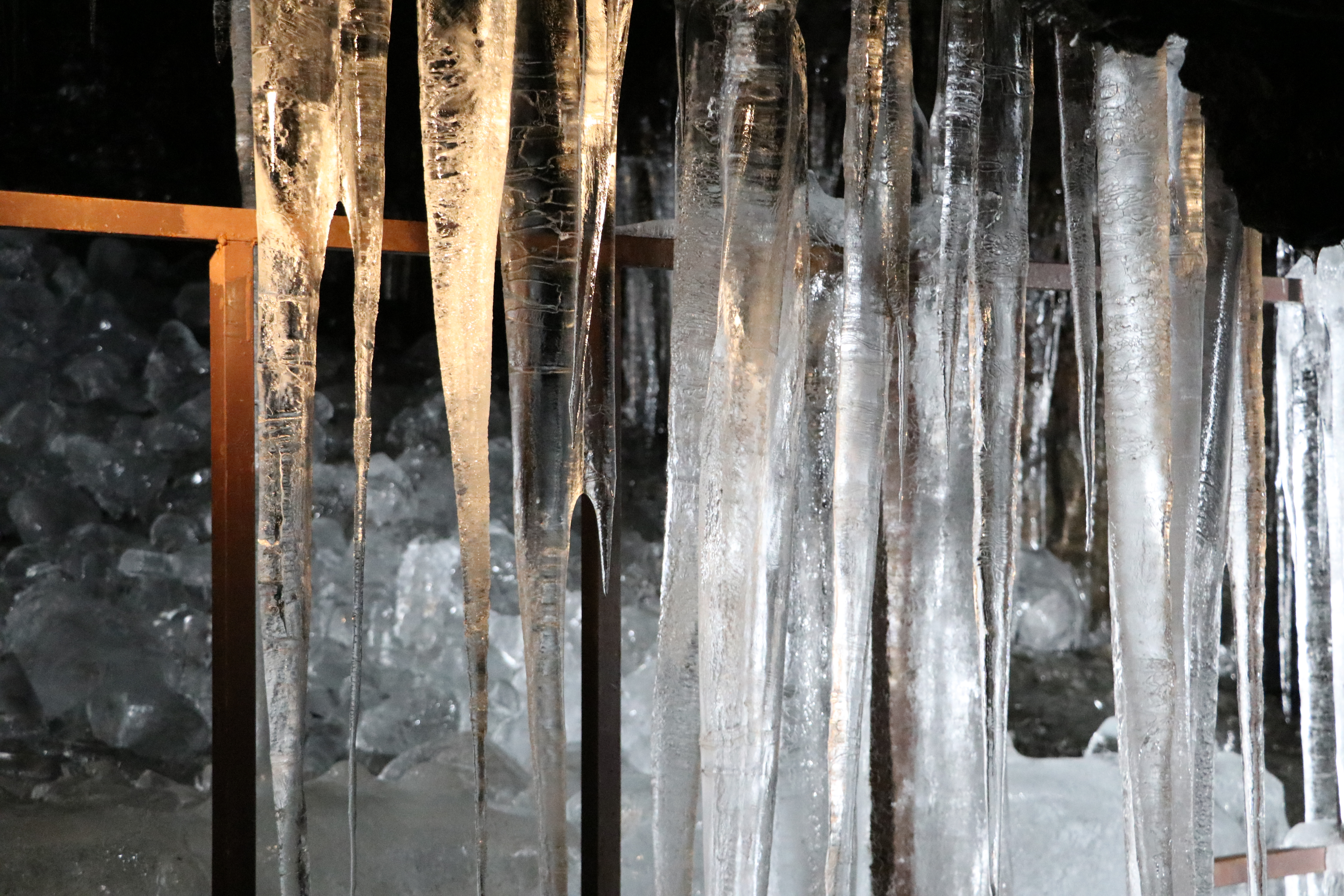
鳴沢氷穴内部

鳴沢氷穴（なるさわひょうけつ）は、山梨県南都留郡鳴沢村に立地する溶岩洞。総延長156メートル、幅1.5-11メートル、高さ1-3.6メートル。1929年（昭和4年）12月17日に旧文部省により天然記念物に指定された。

## 概略
平安時代初期の貞観6年（864年）、富士山の北西山麓で大規模な噴火活動が発生した（貞観大噴火）。噴出した膨大な溶岩が徐々に冷え固まる際に、内部の高熱なガス体や冷え切らない溶岩が抜け出すことで形成された空洞の一つが、この鳴沢氷穴である。内部は非常に低温で、年間の平均温度は摂氏3度程度である。地下21ｍの「木の池」では、氷柱や玄武岩質溶岩群を見ることができる。竪穴環状形の形状になっている。途中にはかがまないと通ることができない天井が低いところもある。
氷穴内には氷の貯蔵庫があり、かつて江戸時代には献上するための物品、大正時代には氷式冷蔵庫の氷など、様々な用途で使われていた。
国道139号から車道により青木ヶ原樹海へ入った場所にあり、西隣にある富岳風穴とともに富士山麓の天然記念物に指定された。溶岩洞穴の中では容易に訪れることが出来る。富岳風穴とともに富士急グループの富士観光興業が運営している。

## 交通手段
- 中央自動車道河口湖インターチェンジから車で15分
- 富士急行線河口湖駅からバスで25分